# Бакленд, Уильям
Уи́льям Ба́кленд (в устаревшей транскрипции Ви́лья́м Бу́кланд; англ. William Buckland; 12 марта 1784, Аксминстер, Девон — 14 августа 1856, Айслип, Оксфордшир) — британский геолог и палеонтолог, член Лондонского королевского общества, декан Вестминстерского аббатства.

## Биография
Изучал в богословие в Оксфордском университете, занимался естественными науками. В 1813 году был приглашён на вновь открытую кафедру минералогии, с которой соединил и геологию.
В своём сочинении «Геология и минералогия в отношении к естественной истории» (англ. Geology and mineralogy considered with reference to natural theology), выпущенном в дополненном и исправленном издании в 1864 году Ричардом Оуэном, Баклэнд пытался привести плутоническое учение в возможное согласование с библейскими повествованиями. В 1845 году он был назначен вестминстерским деканом.
Баклэнд вошёл в историю науки тем, что описал и наименовал первый открытый род нептичьих динозавров — мегалозавра. В 1815 году он купил окаменелости, найденные близ Оксфорда, но сам не мог определить, какому животному они принадлежат, пока в 1818 году посетивший его Жорж Кювье не предположил, что это — ископаемые остатки гигантской хищной ящерицы. В 1824 году Баклэнд приобрёл ещё остатки и представил их Королевскому обществу, описав как новый род, названный мегалозавром (лат. Megalosaurus — «великий ящер»).
Баклэнд умер в Клэфэме, вблизи Лондона.
Старший из сыновей Баклэнда, Фрэнсис Баклэнд (17 декабря 1826 — 19 декабря 1880) — полковой врач английской гвардии, автор работ «Естественнонаучные курьёзы» (англ. Curiosities of natural history, London, 1858), «Общедоступная история рыб Великобритании» (англ. Familiar history of British fishes, 1873) и других популярных естественно-исторических сочинений, оказавший большие услуги рыбоводству в Англии. Основал за свой счёт «Музей экономической культуры рыбоводства» (англ. Museum of economic fish culture) в Лондоне.

## Признание
В честь Баклэнда был назван род вымерших растений Bucklandia из группы беннеттитовых.

## Публикации
- Reliquiae diluvianae (2-е изд., London, 1824)
- Geology and mineralogy considered with reference to natural theology (2 т., London, 1836; 4-е изд. 1868, нем. перевод Агассиса, 2 ч., Нёвшатель, 1838—1839)